# Пунта Раза (Компостела)
Пунта Раза (шп. Punta Raza) насеље је у Мексику у савезној држави Најарит у општини Компостела. Насеље се налази на надморској висини од 2 м.

## Становништво
Према подацима из 2005. године у насељу су живела 3 становника.

### Хронологија
| Година       | 2005 |
| ------------ | ---- |
| Становништво | 3    |

### Попис
| # | Индикатор                        | Вредност |
| - | -------------------------------- | -------- |
| 1 | Укупно појединачних домаћинстава | 1        |